# Хантсвил (Тексас)
Хантсвил (енгл. Huntsville) град је у америчкој савезној држави Тексас. Налази се у округу Вокер, чије је седиште. По попису становништва из 2010. у њему је живело 38.548 становника.

## Демографија
Према попису становништва из 2010. у граду је живело 38.548 становника, што је 3.470 (9,9%) становника више него 2000. године.
| Група             | 2000.          | 2010.          |
| Белци             | 19.384 (55,3%) | 20.537 (53,3%) |
| Афроамериканци    | 9.169 (26,1%)  | 9.799 (25,4%)  |
| Азијати           | 391 (1,1%)     | 523 (1,4%)     |
| Хиспаноамериканци | 5.689 (16,2%)  | 7.211 (18,7%)  |
| Укупно            | 35.078         | 38.548         |